# Măcingebergte

Prelucrare 3D Vârful Ţuţuiatu

Het Măcingebergte (Roemeens: Munții Măcin) is een bergketen in het zuidoosten van Roemenië, in het noordwesten van de Dobroedzja.
Het is een relatief laag gebergte, dat veel ouder is dan de gebergten die tot de Karpaten behoren: het ontstond in het late Paleozoïcum ten tijde van de Hercynische orogenese. Het gebergte is de noordwestelijke, hoogste uitloper van het Dobroedzjaplateau. De hoogste top is met 467 m de Țuțuiatu of Greci.
Het Măcingebergte verloopt in de richting noordwest-zuidoost. Het kan worden onderscheiden in de noordwestelijke Pricopan-keten (Culmea Pricopan) en de zuidoostelijke, grotere Măcin-keten (Culmea Măcinului). In het westen en noorden daalt het gebergte af naar de Donau, die ten noordwesten van het gebergte een haakse bocht maakt, terwijl de rivier de Taița de oostelijke begrenzing vormt. De zuidoostkant van het neerslagarme gebergte watert via de Taița af op de Zwarte Zee en de rest via de Donau.
Het gebergte is in 1998 ondergebracht in het Nationaal Park Măcin.
In het Măcingebergte werd graniet gedolven, dat onder meer werd gebruikt voor de pijlers van de spoorbrug van Cernavodă. De granietgroeven trokken gastarbeiders uit onder meer Italië en Griekenland aan, wier nazaten nog in Greci wonen.